# Aurelio Díaz de Freijo Durá
Aurelio Díaz de Freijo Durá (1874, Albacete - 1954, Madrid) fou un militar espanyol que, malgrat col·laborar amb els militars que s'aixecaren contra la Segona República el 1936 a Mallorca, ho feu amb reticències i fou condemnat a pena de presó.
Díaz de Freijo ingressà el 1895 a l'acadèmia d'infanteria. Participà en les campanyes del Protectorat espanyol del Marroc del 1912 i del 1925, on ascendí a comandant per mèrits de guerra el 1913. El 1031 fou ascendit a coronel. El 1935, amb la graduació de coronel, comandava el regiment d'infanteria Palma 28 a Mallorca. Quan començà la Guerra Civil a Mallorca, el 19 de juliol del 1936, i a causa de la marxa del general Manuel Goded cap a Barcelona, es feu càrrec accidentalment de la Comandància Militar de les Illes Balears. Hagué de fer front a les necessitats de la guerra, a l'aïllament geogràfic i al desembarcament republicà a Portocristo (16 d'agost - 5 de setembre del 1936). El 17 de setembre cessà, passà a la reserva per haver complert l'edat, i el substituí el tinent coronel Luis García Ruíz, que tres dies després fou rellevat pel coronel Trinidad Benjumeda del Rey, designat per la Junta de Defensa Nacional. Se'l va incloure dins la causa que el coronel Benjumeda del Rey, instruí, d'acord amb les ordres rebudes, contra part del comandament militar de Mallorca, acusat de poc entusiasme. Renuncià a la seva defensa, que feu d'ofici el comandant d'artilleria Lluís Cerdó Pujol. El 16 de desembre fou retirat del servei. Fou condemnat a dotze anys de presó. Posteriorment es revisà la seva causa i es reduí la seva condemna. Morí a Madrid el 1954.